# Hickman (Nebraska)
Hickman es una ciudad ubicada en el condado de Lancaster en el estado estadounidense de Nebraska. En el Censo de 2010 tenía una población de 1657 habitantes y una densidad poblacional de 894,79 personas por km².

## Geografía
Hickman se encuentra ubicada en las coordenadas 40°37′26″N 96°37′51″O / 40.62389, -96.63083. Según la Oficina del Censo de los Estados Unidos, Hickman tiene una superficie total de 1.85 km², de la cual 1.85 km² corresponden a tierra firme y (0%) 0 km² es agua.

## Demografía
Según el censo de 2010, había 1657 personas residiendo en Hickman. La densidad de población era de 894,79 hab./km². De los 1657 habitantes, Hickman estaba compuesto por el 98.25% blancos, el 0.36% eran afroamericanos, el 0% eran amerindios, el 0.18% eran asiáticos, el 0% eran isleños del Pacífico, el 0.3% eran de otras razas y el 0.91% pertenecían a dos o más razas. Del total de la población el 1.63% eran hispanos o latinos de cualquier raza.